# Swords of Xeen
Swords of Xeen is een Computer Role Playing Game geproduceerd door fans van de Might and Magic serie, uitgebracht in 1993. Het spel gebruikt dezelfde game-engine als het spel Might and Magic V: Darkside of Xeen. Ook alle graphics en animaties zijn gerecycled uit dat spel.
Het spel begon oorspronkelijk als een onofficieel spel gemaakt door twee fans die het script van de data van Might and Magic V hadden gehackt. Later kregen ze echter toestemming om de Xeen Enigne te gebruiken.

## Achtergrond
Het spel speelt zich af op en geheel nieuwe wereld die wordt aangevallen door “the Source” (de bron), die beweert het meesterbrein achter Alamar, de hoofdvijand uit Might and Magic 5, te zijn. Dit idee sluit echter niet aan op Might and Magic V aangezien in dat spel Alamar’s geschiedenis had die terugging tot het eerste spel en de Source nieuw is.

## Uitgave
Hoewel Swords of Xeen geen officieel spel is werd het toch een keer uitgebracht samen met de twee officiële Xeen titels op een Cd-rom getiteld “Might and Magic Triology”. De trilogie was in dit geval de delen 3, 4 en 5.

## Speelwijze
De speelwijze is gelijk aan die van Might and Magic IV en V, maar gebruikt ook een paar eigenschappen van de engine om speciale effecten te creëren zoals “morphin monsters” (veranderende monsters) door de reguliere animatie van een monster en de aanvalsanimatie van een ander monster te combineren.
Het spel is beduidend korter dan M&M IV en V. Hoewel de wereldkaarten waar de speler zich op voortbeweegt even groot zijn heeft Swords of Xeen minder steden, kastelen en kerkers en bevat ook niet de uitgebreide Luchtwereld uit M&M V. Het spel bevat ook een fout in het script wat de speler in staat stelt om veel hindernissen te ontlopen via zijweggetjes.